# Börnsen
Börnsen ist eine Gemeinde im Kreis Herzogtum Lauenburg in Schleswig-Holstein.

## Geografie
Die Gemarkung von Börnsen befindet sich im Bereich der naturräumlichen Haupteinheit Lauenburger Geest (Nr. 696) östlich von Hamburg. Im Südosten erstreckt sich die Gemeinde bis in den Bereich des historischen Elbe-Urstromtales.

### Gemeindegliederung
Das Börnsener Gemeindegebiet ist geographisch aufgeteilt. Im Süden der Gemeinde liegen die älteren Teile Börnsens, so auch das Rathaus. Im Norden Börnsens liegt der Ortsteil Neubörnsen.

### Nachbargemeinden
Direkt angrenzende Gemeindegebiete von Börnsen sind:
| Wentorf bei Hamburg         |                                             | Sachsenwald (Gemeindefreies Gebiet), Kröppelshagen-Fahrendorf |
|                             | Kompassrose, die auf Nachbargemeinden zeigt | Escheburg                                                     |
| Hamburg (Hamburg-Bergedorf) | Hamburg (Hamburg-Altengamme)                |                                                               |

### Geologie
Prägend für Börnsen ist der das Gemeindegebiet teilende Geesthang. Dieser wurde während der Eiszeiten geformt. Der obere Geestbereich entstand während der Saaleeiszeit als Grundmoränenbereich. Die Dalbekschlucht entstand, als der Eisschelf der Saaleeiszeit sich zurückzog und das Schmelzwasser einen Weg zum Abfließen suchte. Nach dem finalen Glazial, der Weichseleiszeit, formten die Schmelzwasserrinnen zwischen Lauenburg und Wedel den noch vorhandenen Steilhang und das Elbe-Urstromtal.

## Landschaft/Schutzgebiete
Börnsen ist umgeben von einer Vielzahl von Schutzgebieten. Im Nordwesten ist dies das Naherholungsgebiet Lohe, welches auch in den Bereich der Nachbargemeinde Wentorf und darüber hinaus bis nach Wohltorf reicht. Im Norden liegt der Sachsenwald, das größte zusammenhängende Waldgebiet Schleswig-Holsteins.
Im Osten teilt sich Börnsen das Naturschutzgebiet Dalbekschlucht mit der Nachbargemeinde Escheburg.

## Geschichte
Der Ort Börnsen wurde erstmals 1217 als „Burnessem“ (= „Heim an der Quelle“) in einer Urkunde Heinrichs, Bischof von Ratzeburg, erwähnt. Beweise für eine ständige Besiedlung seit der Steinzeit fanden sich bei Ausgrabungen in der Feldmark von Börnsen. Auch neben der alten Brauerei (heute Lack- und Farbenfabrik Hensel) fanden sich unter einer Düne, welche 1900–1902 abgetragen wurde, Feuerstellen und Steinbeile. Hügelgräber aus der älteren Bronzezeit wurden gefunden, dazu Urnengräber aus der jüngeren Bronzezeit (ca. 1000 v. Chr.).
Börnsen hatte in der Geschichte viele Namen. Von Burnessem über Bornessem, Bornesen, Berntzen, Bornsum, Borneshem, Bornssen und Bornsen hin zu der heutigen Bezeichnung Börnsen.
Aus der ersten Urkunde von 1217 geht hervor, dass der Bischoff Heinrich von Ratzeburg bestätigt, das ein Stück Land an die Bergerdorfer Kirche verkauft wird. In einer Urkunde von 1324 wird erwähnt, dass der Herzog Erich von Sachsen-Lauenburg das Dorf Börnsen an das Kloster Reinbek verkauft hat für damals 5 Mark, die damalige Hamburger Währung.
Der Dreißigjährige Krieg traf Börnsen mit Hungersnöten und Plünderungen durch umherziehenden Truppen.
Börnsen gehörte meist zu Reinbek oder Bergedorf. Seit 1800 wechselte Börnsen während des Napoleonischen Kriegs oft die Zugehörigkeit:
- Frankreich 1803
- Russland 1805
- Schweden 1805
- Preußen 1806
- Frankreich 1806
- Seit 1810 gehörte Börnsen zum Gebiet eines französischen Departements. Nach dem Wiener Kongress (1815) gehörte Börnsen wieder zu Preußen, wurde jedoch dann nach kurzer Zeit an die Dänen abgetreten.

Nach dem Krieg 1864 wurde Börnsen von Österreich und Preußen gemeinsam verwaltet, später von Preußen alleine.
Schule
Börnsen hatte schon vor 1800 eine Schule, als Besoldung bekam der Lehrmeister ein Stück Land. Damals waren die Lehrer oft von Beruf Handwerker, Lehrer waren sie nur als Nebentätigkeit. Das Schulhaus mit Reetdach brannte 1908 nieder, 1910 wurde ein neues Schulhaus eröffnet, dieses Haus ist heute das Rathaus.
Eisenbahn
Um 1900 endete die Planung der Bergedorf-Geesthachter Eisenbahnlinie, welche 1907 gebaut wurde. Es wurden große Teile des Börnsener Gebietes abgetragen und auch zum Bau des Bergedorfer Güterbahnhof benutzt. Börnsen hörte zu dieser Zeit auf ein reines Bauerndorf zu sein. Es entstanden neue Siedlungsgebiete rund um den Bahnhof.
Seit 1918 entstand das Neubaugebiet und gleichzeitig der Ortsteil Neubörnsen.
Zweiter Weltkrieg
Während des 2. Weltkrieges stiegen die Einwohnerzahlen von 921 im Jahre 1939 auf über 2200 im Jahre 1945. Diese neuen Bewohner waren vor allem Ausgebombte und Flüchtlinge aus Hamburg, welches nach der Bombardierung 1943 im Zuge der Operation Gomorrha stark zerstört war.

## Politik

### Gemeindevertretung
Bei der Kommunalwahl am 14. Mai 2023 wurden insgesamt 17 Sitze vergeben. Von diesen erhielt die SPD elf Sitze und die Grünen sechs Sitze.
Die SPD stellt die Bürgermeisterin.

### Wappen
Blasonierung: „In Rot ein silberner Ziehbrunnen, bestehend aus rundem Becken, einem Pfahl links davon und einer Hebestange, die sich oben im Pfahl dreht und von deren Spitze ein Eimer über dem Becken herabhängt; oben links ein rechtsgewendeter silberner Pferdekopf.“

## Kultur und Sehenswürdigkeiten

### Naturdenkmäler

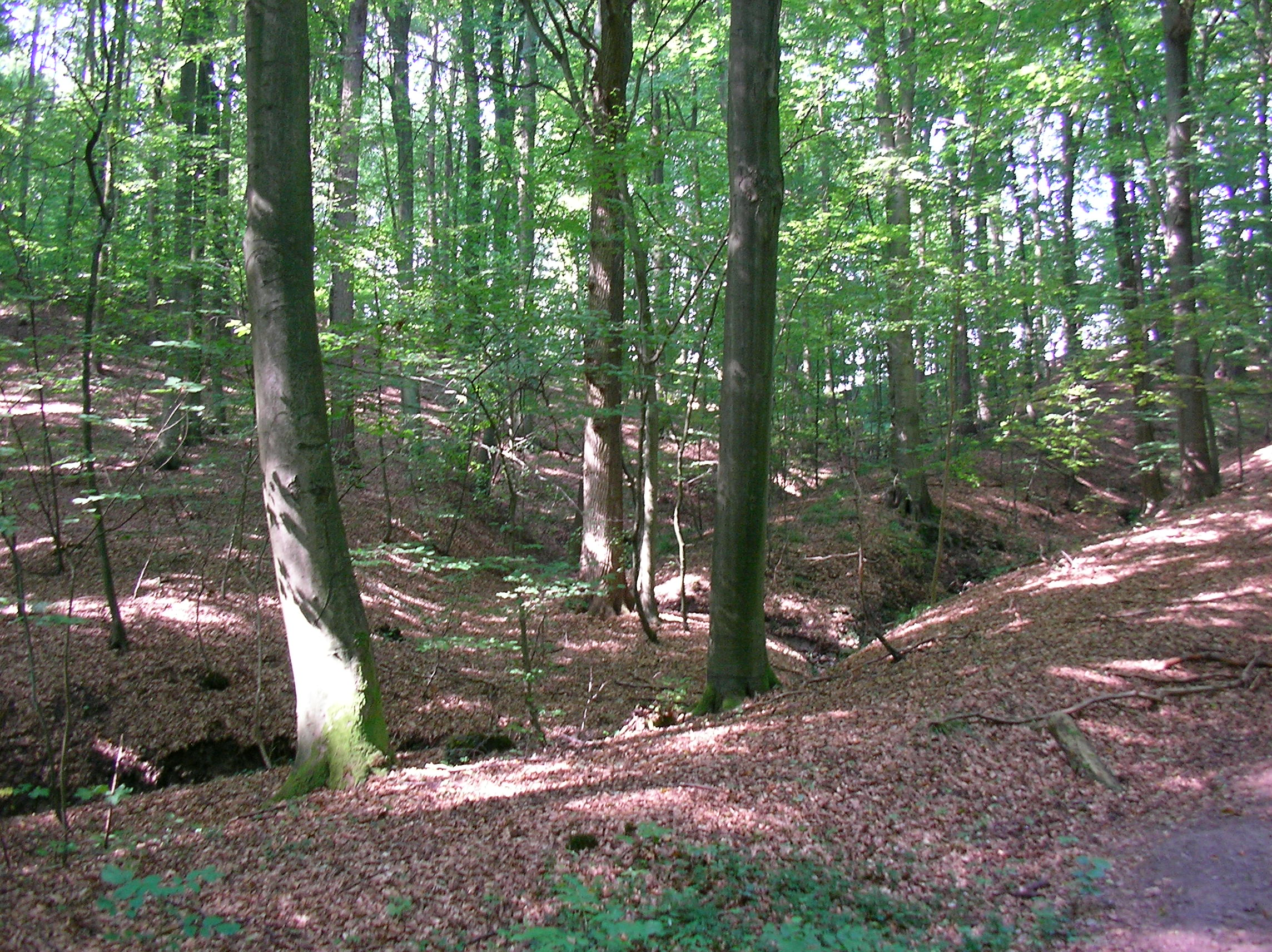
Dalbekschlucht

- Naturschutzgebiet Dalbekschlucht

### Sport
- VfL Börnsen
- SV Börnsen
- Schießclub Dalbek
- Tennisclub Sachsenwald Börnsen
- Reit- und Fahrverein Börnsen

Mahnmal
Süd-Östlich der Grundschule Börnsen befindet sich im Wald der Dalbekschlucht ein Mahnmal zu Ehren der gefallenen Soldaten im 1. Weltkrieg. Auf dem Findling, welcher aus der Feldmark Börnsen stammt, befinden sich die Worte „Denen, die nicht heimkehrten“. Daneben befindet sich eine Platte mit den Namen der im Ersten Weltkrieg gefallenen Soldaten aus Börnsen. Die Platte stammt ursprünglich von dem Krieger-Mahnmal, was sich damals am Eingang des Hamfelderredders. Das damalige Mahnmal unter der Herrschaft der Nationalsozialisten aufgestellt und war mit einem Hakenkreuz versehen, weshalb es abgebaut wurde.

## Verkehr

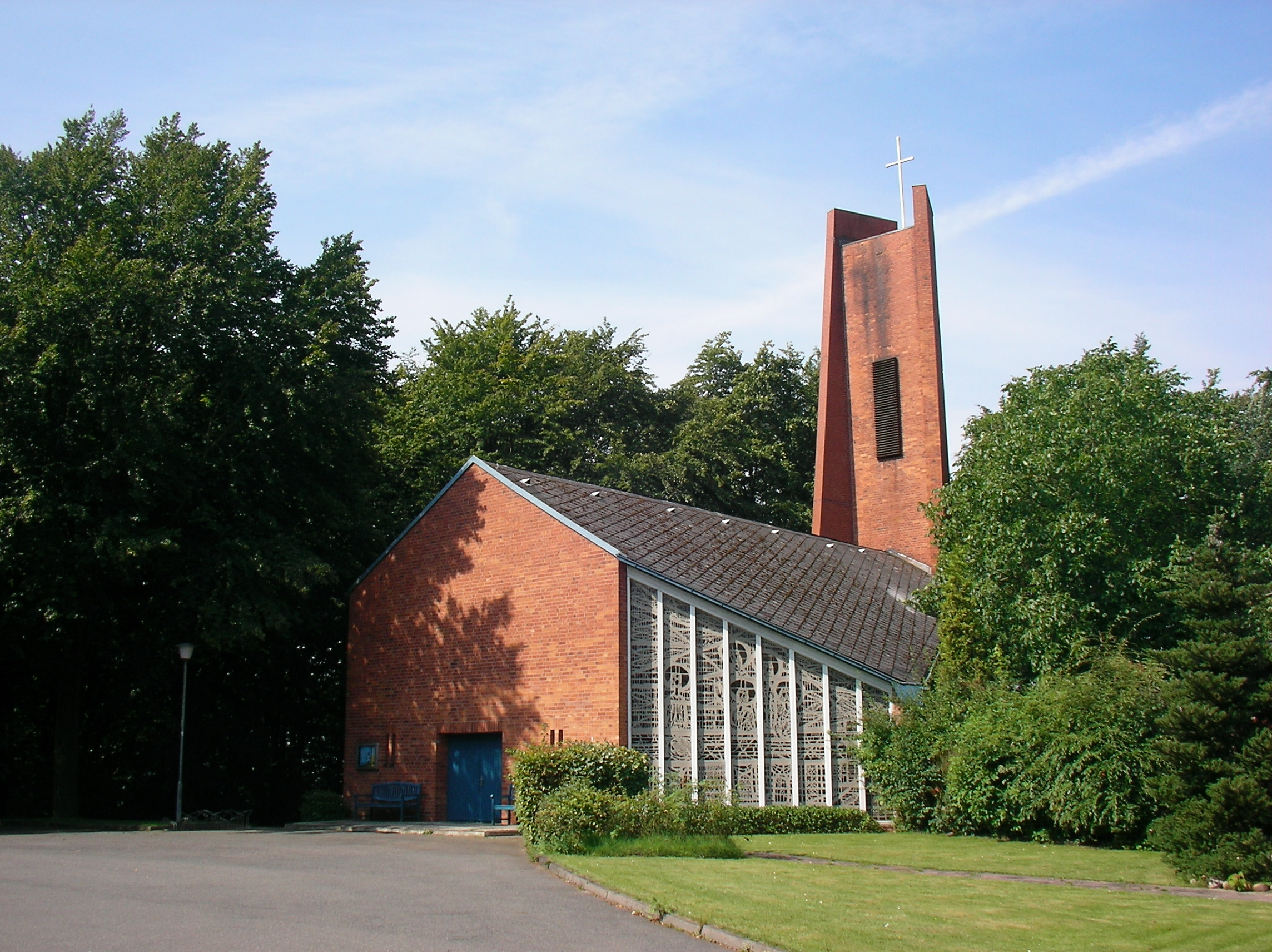
Börnsen – Kirche

Durch Börnsen führen die ehemalige Bundesstraße 5 – im Jahr 2008 herabgestuft zur Kreisstraße 80 – Hamburg–Lauenburg/Elbe(–Ludwigslust-Berlin) und die Bundesstraße 207 Hamburg-Bergedorf–Schwarzenbek–Mölln–Lübeck.
Die Bundesautobahn 25 Hamburg–Geesthacht führt über Börnsener Gebiet, die nächsten Anschlussstellen sind im Westen Hamburg-Curslack und im Osten das Autobahnende zwischen Escheburg und Geesthacht.
Die Bergedorf-Geesthachter Eisenbahn (BGE, heute von der AKN betrieben) verbindet Börnsen mit Hamburg-Bergedorf und Geesthacht. Genutzt wird diese Bahnstrecke allerdings nur von den Ver- und Entsorgungszügen des Kernkraftwerks Krümmel und der Museumseisenbahn der Arbeitsgemeinschaft Geesthachter Eisenbahn mit ihrer Dampflok „Karoline“.
Die nächsten Flughäfen sind in Lübeck-Blankensee (Regionalflughafen) und in Hamburg-Fuhlsbüttel.
Die Linienbusse der Verkehrsbetriebe Hamburg-Holstein (VHH) verkehren im Gemeindegebiet und verbinden es mit Hamburg, Geesthacht und Lauenburg innerhalb des Hamburger Verkehrsverbundes (HVV). Außerdem führt die Regionalbuslinie 8810 der Autokraft von Hamburg-Bergedorf über Wentorf nach Schwarzenbek und Mölln durch Neu-Börnsen, die durch Schulbusfahrten verstärkt wird.

## Persönlichkeiten
- Günter Harte, niederdeutscher Autor und Erzähler; lebte in Börnsen
- Der Zukunftsforscher Horst W. Opaschowski lebt in Börnsen